# Pettalus lampetides
Pettalus lampetides – gatunek kosarza z podrzędu Cyphophthalmi i rodziny Pettalidae.

## Taksonomia
Gatunek ten opisany został w 2006 roku przez Prashanta Sharmę i Gonzalo Giribeta na podstawie 7 okazów odłowionych w 1970 roku przez C. Besucheta and I. Löbla.

## Opis
Ciało długości 2,36 do 2,58 mm, prawie całe pokryte granulowato-guzkowatą mikrostrukturą, u okazów przechowywanych w alkoholu barwy pomarańczowej do rudobrązowej. Przód prosomy ścięty ku wystającym szczękoczułkom. Oczy obecne. Ozopory stożkowate. Krętarze nogogłaszczków pozbawione brzusznego wyrostka. Pierwsze dwie pary odnóży krocznych o biodrach wolnych, a następne dwie o biodrach zrośniętych ze sobą. W części najbliższej stóp ostatniej pary odnóży znajduje się blaszkowaty adenostyl. Dziewiąty i ósmy sternit nie formują z dziewiątym tergitem corona analis. U obu płci brak gruczołów analnych. Ostatni tergit opistosomy wyraźnie dwupłtakowaty. Samiec z krótkim penisem opatrzonym dwoma ruchomymi palcami w zespole gonoporu. Na pokładełko samicy składają się dwa płaty analne i 28 członów.

## Występowanie
Gatunek endemiczny dla Sri Lanki. Znany z rejonu wodospadu Dijaluma Ella w prowincji Uwa.